# راشد بن حسن آل خليفة
راشد بن حسن بن علي بن محمد بن عيسى آل خليفة سياسي ورجل أعمال بحريني.

## السيرة الذاتية
حصل على بكالريوس من الجامعة الأميركية في بيروت، لبنان في عام 1972. عمل في وزارة العمل والشئون الاجتماعية من عام 1973. وصل إلى منصب الوكيل المساعد للشئون الاجتماعية. رئيس مجلس إدارة شركة رعاية الأمومة من 1973 إلى 2002. عضو مجلس إدارة مركز معلومات النساء والأطفال من عام 1993 وعضو المجلس الأعلى للمرأة.

## الأسرة
تزوج هند بنت سلمان آل خليفة ابن سلمان بن محمد آل خليفة مدير إدارة إمدادات المياه ولولوة بنت محمد آل خليفة رئيس جمعية رعاية الطفل والأمومة. توفي في عام 2002. أنجب ابنان وابنة:
- حسن.
- سلمان.
- مروة.